# Tukulti-Ninurta I.
Tukulti-Ninurta I. ("moje povjerenje jest u Ninurti") bio je kralj Asirije, koji je naslijedio svojeg oca Šalmanasara I. Neki smatraju da je on kralj Nimrod spomenut u Bibliji.

## Životopis
Tukulti-Ninurta je bio veliki ratnik. Pobijedio je Kaštiliaša IV., kralja Babilona. Ratovi između Tukulti-Ninurte i Kašiliaša su opisani u jednom epu. Tukulti-Ninurta je sagradio grad Kar-Tukulti-Ninurta ("luka Tukulti-Ninurte") na obali Tigrisa. Opljačkao je babilonske hramove.
Međutim, sinovi Tukulti-Ninurte urotili su se protiv njega te je ubijen. Naslijedio ga je jedan od njih – Ašur-nadin-apli.